# U-63号潜艇 (1939年)
U-63号（德語：U 63）是纳粹德国战争海军建造的八艘II-C型近岸潜艇（或称U艇）之一。它由基尔的德意志造船厂承建，于1939年12月6日下水，至1940年1月18日交付使用。第二次世界大战期间，该艇曾执行过一次巡逻作战，共计击沉1艘中立国舰船，容积总吨为3,840吨。在这次巡逻期间，U-63号于1940年2月25日在北海南部的设得兰群岛附近遭三艘英国驱逐舰投掷深水炸弹而沉没，艇内25名官兵1人阵亡，其余获救被俘。

## 设计
II级潜艇是从一战中德意志帝国海军的UB级和UF级近岸潜艇发展而来。其外观尺寸小，造价便宜且易于生产，在很短时间内便能造好。这款艇具在设计上吸收了为芬兰海军定制的欧洲水鼬号的优点，是非常出色的训练艇。但由于它们体积较小，在海面上容易剧烈颠簸，因此也被德国人戏称为“独木舟”（Einbaum）。尽管如此，一些II级艇在训练任务与战斗行动中表现相当出色，许多II级艇的衍生型号也相继被建造出来。
U-63号是一款用于近岸水域作战的II-C型单壳体潜艇，它与前型很容易从外形上识别出来，因其司令塔的正面平滑且设置了第二部潜望镜，而不像II-A和II-B型那样呈梯状。为了进一步扩大续航力，该型艇的耐压壳在II-B型的基础上延长了1.4米，从而使全长达到43.9米。增加的部分用作在艇舯部插入两个额外的隔间，以容纳改进的无线电设施，并使燃料舱搭载量达到大约23吨。艇只的舷宽4.08米、高8.4米，并有3.82米的吃水深度，水上和水下排水量则分别增加至291吨和341吨。II-C型艇采用两台曼海姆发动机厂（MWM）生产的六缸四冲程350匹公制馬力（260千瓦特）柴油机用于水面运行，以及两台各配备36个AFA蓄电池组的205匹公制馬力（150千瓦特）西门子-舒克特（SSW）电动发电机用于水下航行；水面最高航速12節（22每小時），水下7節（13每小時）；能够在水面以8節（15每小時）航速续航3,800海里（7,000），或以4節（7.4每小時）连续在水下航行42海里（78）而无需充电。它具备双轴和两副直径为0.85米的螺旋桨，具备在80－150米的深度运行的能力，紧急下潜需时30秒。
武器装备方面，U-63号在艇艏内置有三具管径为533毫米的鱼雷发射管，呈倒三角形布置，其中左舷一具、右舷一具、底部的中线上还有一具；它们合共配备5枚G7型鱼雷，或可携带最多12枚TMA水雷。此外，该艇还搭载有一门20毫米30式高射炮作为甲板炮。其标准船员编制为3名军官及22名水兵。

## 历史
1937年6月17日，海军造舰局正式将八艘II-C型潜艇（U-56至U-63号）的建造合同发包予基尔的德意志造船厂。其中U-63号于1939年1月2日开始铺设龙骨，同年12月6日下水，至1940年1月18日在前U-10号艇长、海军中尉京特·洛伦茨的指挥下交付使用。完成海试后，该艇加入驻基尔的第1潜艇区舰队担任前线艇。
第二次世界大战期间，U-63号于1940年2月17日从黑尔戈兰岛启程执行唯一的一次巡逻，任务是伙同U-14、U-22、U-23、U-57和U-61号一起参加“诺德马克行动”。从2月18日至20日，这些U艇被部署在设得兰群岛和奥克尼群岛的英国基地外进行侦察，为德国战列舰沙恩霍斯特号和格奈森瑙号、重巡洋舰希佩尔将军号以及三艘驱逐舰对挪威至英国之间的护航船队发动的突袭提供支援，但一无所获。尽管如此，U-63号还是设法自行取得了战功：2月24日21:00，无护航且中立的瑞典货船桑托斯号（Santos，3,840总吨）在费尔岛东南偏东约32海里（59）处被洛伦茨发射鱼雷击沉，造成31人罹难。一小时后，U-63号从水下以潜望镜深度向HN-14号护航船队发动袭击，但射出的两枚鱼雷均未能引爆。该艇遂潜入20米深，在通过所有船只后重新充电，继而浮出水面并试图竭力找回船队。跟在船队后方负责安保的英国潜艇独角鲸号在发出闪光信号后允许U-63号通过。洛伦茨于25日黎明时分袭击了其中一艘护航驱逐舰，对方显然没有认出U-63号。鱼雷完美运行，但同样未能引爆。U-63号随即紧急下潜，但遭到护航驱逐舰护卫号、英格尔菲尔德号和伊莫金号以深水炸弹进行追击。它被深水炸弹炸损了潜水舱，无法再保持深度，从而沉入130米深的海底。洛伦茨先是尝试抽水，但效果不佳。通过船员来回奔走并用蓄电池启动电动机，该艇终于可以从海底松脱。到上午10:30左右，U-63号再次浮出水面。尽管英国驱逐舰已经离开，但仍处于视距范围内。它们立即冲向潜艇并用火炮轰击。由于已无法再下潜，U-63号遂打开通海阀而自沉，沉没地点大致位于设得兰群岛附近的58°40′N 00°10′W / 58.667°N 0.167°W处。尽管海浪汹涌，驱逐舰群还是放出小艇救出了全体船员，艇内25名官兵仅1人在此过程中丧生。

## 袭击历史摘要
| 日期          | 船名     | 船籍 | 吨位  | 结局 |
| ------------- | -------- | ---- | ----- | ---- |
| 1940年2月24日 | 桑托斯号 | 瑞典 | 3,840 | 击沉 |